# Direção de ajuste
O termo técnico direção de ajuste (  ) é usado para descrever as distinções que são oferecidas por dois conjuntos relacionados de termos opostos.

O conjunto mais geral de "Mente-ao-Mundo" (ie, "mente-se-ajusta-para-mundo", não "da-mente-para-mundo") versus "Mundo-a-Mente" (isto é, "mundo-se-ajusta-para-mente") usado pelos filósofos da mente, e o conjunto, mais específico, a "palavra-ao-mundo" (ie, "palavra-se-ajusta-para-mundo") versus mundo a palavra (ou seja, "mundo-se-ajusta-para-palavra") usada pelos defensores da teoria dos atos da fala.
 
Searle defende que todos estados intencionais que tem uma direção-de-ajuste são representações de suas condições de satisfação. As crenças, desejos, esperanças, medos e intenções são todos representações de suas condições de satisfação e atraves delas que a mente humana se relaciona com o mundo exterior. Os estados mentais intencionais representam condições de satisfação.
Na filosofia da mente, uma crença tem uma direção de ajuste "Mente-ao-Mundo". Uma crença (que "p", por exemplo) descreve o mundo como estando em uma situação de tal modo que "p" é verdadeiro. Crenças, alguns filósofos têm argumentado, têm por objetivo serem verdadeiras e assim visam se ajustarem o mundo. A crença é satisfeita quando ele se adapta e reflete a realidade no mundo.

Um desejo, por outro lado, normalmente expressa um estado intencional das coisas ainda a serem concretizadas e por isso tem um sentido de ajuste "Mundo-a-Mente". Um desejo que "p", ao contrário de uma crença, não descreve o mundo como sendo o estado "p", mas sim, expressa um desejo que o mundo seja tal que "p" é verdadeiro. O desejo é um estado mental que é satisfeito quando o mundo se ajusta a ele.
Não somente na Filosofia da mente a direção de ajuste é um conceito importante, também na Filosofia da linguagem a direção de ajuste é importatíssima para se entender a essência e natureza dos fenômenos lingüísticos, pois a direção de ajuste dos atos ilocucionários refere-se à relação entre a linguagem e a realidade, as palavras e o mundo por elas referido.

Segundo John Searle, os atos ilocucionários com propósito declaratório têm esse duplo ajuste e atos ilocucionários têm direção de ajuste nula.
Em síntese, Searle diz, que há quatro e tão-somente quatro direções de ajuste:
- direção de ajuste palavra-mundo — a proposição tem de corresponder a um independente estado de coisas no mundo, são seus exemplos relatos, descrições, hipóteses, predições, promessas;
- direção de ajuste mundo-palavra — o mundo é alterado para se ajustar ao conteúdo da proposição, sendo seus exemplos ordens, comandos, súplicas, pedidos;
- direção de ajuste dupla — o mundo é alterado para se ajustar ao conteúdo proposicional que por sua vez representa o mundo como sendo alterado, são seu exemplo declarações;
- direção de ajuste nula —  não há intenção de realizar nenhum ajuste porque o propósito  do ato é simplesmente expressar a atitude do falante em relação ao estado de coisas representado pela proposição ou suspender a relação entre linguagem e  realidade, em comum acordo com o ouvinte. Exemplos dessa direção são as expressões de felicidade ou de raiva, ou as ficções.[9] [10]

Um exemplo constantemente citado por Searle foi escrito por Elizabeth Anscombe:

 Suponhamos que um homem vá ao supermercado com uma
lista de compras feito por sua esposa, onde  estão escritas as palavras “feijão, manteiga, toucinho e pão”. Suponhamos que, enquanto anda pelo supermercado com seu carrinho, selecionando esses itens, seja seguido por um detetive, que anota tudo que ele pega. Ao saírem da loja, comprador e detetive terão suas listas idênticas. 

No entanto, a função das duas listas será bem diferente. No caso do comprador, o propósito da lista é, por assim dizer, levar o mundo a corresponder às palavras; ele deve fazer com que a lista se ajuste às ações do comprador.

Isso também pode ser demonstrado através da observação do papel do “erro” nos dois casos. Se o detetive chegar em casa e  de repente se der conta de que o homem comprou costeletas de porco em vez de comprar toicinho, poderá  simplesmente apagar a palavra “toicinho” e escrever “costeletas de porco”.

Entretanto, se o comprador chegar em casa e a esposa lhe chamar  a atenção para o fato de ter comprado costeletas de porco em vez de toucinho, ele não poderá corrigir o erro apagando “toucinho” da lista e nela escrevendo “costeletas de porco”.
Nesse exemplo, Searle demonstra que ambas as listas são o conteúdo proposicional, porém, de diferentes atos ilocucionários. A forma pela qual esse conteúdo se relacionará com a realidade dependerá da força ilocucionária, e a diferença  é quanto à direção-de-ajuste.

A lista do detetive tem a direção-de-ajuste palavra-ao-mundo, e a  lista do comprador tem a direção-de-ajuste mundo-a-palavra.